# Sally Cockburn
Sally Patricia Cockburn (Ottawa, 1960) è una matematica canadese nota per le sue ricerche in topologia algebrica, teoria degli insiemi, teoria dei grafi e ottimizzazione combinatoria.
Insegna matematica all'Hamilton College.

## Studi e carriera
Si laureò nel 1982 e nel 1984 ottenne un master alla Queen's University, in Ontario. Completò il suo dottorato di ricerca in topologia algebrica nel 1991 all'Università Yale. La sua tesi fu curata da Ronnie Lee.
Divenne professoressa nel 2014. A Hamilton fu anche allenatrice della squadra di squash.

## Riconoscimenti
Vinse assieme a Joshua Lesperance nel 2014 il Carl B. Allendoerfer Award offerto dalla Mathematical Association of America.